# Saint-Pierre (Dolny Ren)
Saint-Pierre – miejscowość i gmina we Francji, w regionie Grand Est, w departamencie Dolny Ren.
Według danych na rok 1990 gminę zamieszkiwało 460 osób, a gęstość zaludnienia wynosiła 143 osób/km² (wśród 903 gmin Alzacji Saint-Pierre plasuje się na 487 miejscu pod względem liczby ludności, natomiast pod względem powierzchni na miejscu 607).